# 青柳一彦
青柳 一彦（あおやぎ かずひこ、1941年12月10日 - ）は、日本の実業家。東京都出身、武蔵大学経済学部卒。兼松日産農林株式会社代表取締役社長。

## 略歴
出典
- 1964年 武蔵大学経済学部卒業
- 1965年 株式会社日本勧業銀行(現みずほフィナンシャルグループ)入行
- 1987年 株式会社第一勧業銀行西新井支店長
- 1989年 同行阿倍野橋支店長
- 1992年 同行業務サービス部長
- 1993年 同行本店審議役、株式会社メルス常務取締役
- 1995年 株式会社タカキュー専務取締役
- 2000年 株式会社兼松日産農林常勤監査役
- 2006年 同社代表取締役社長就任